# Gustaf (museum)

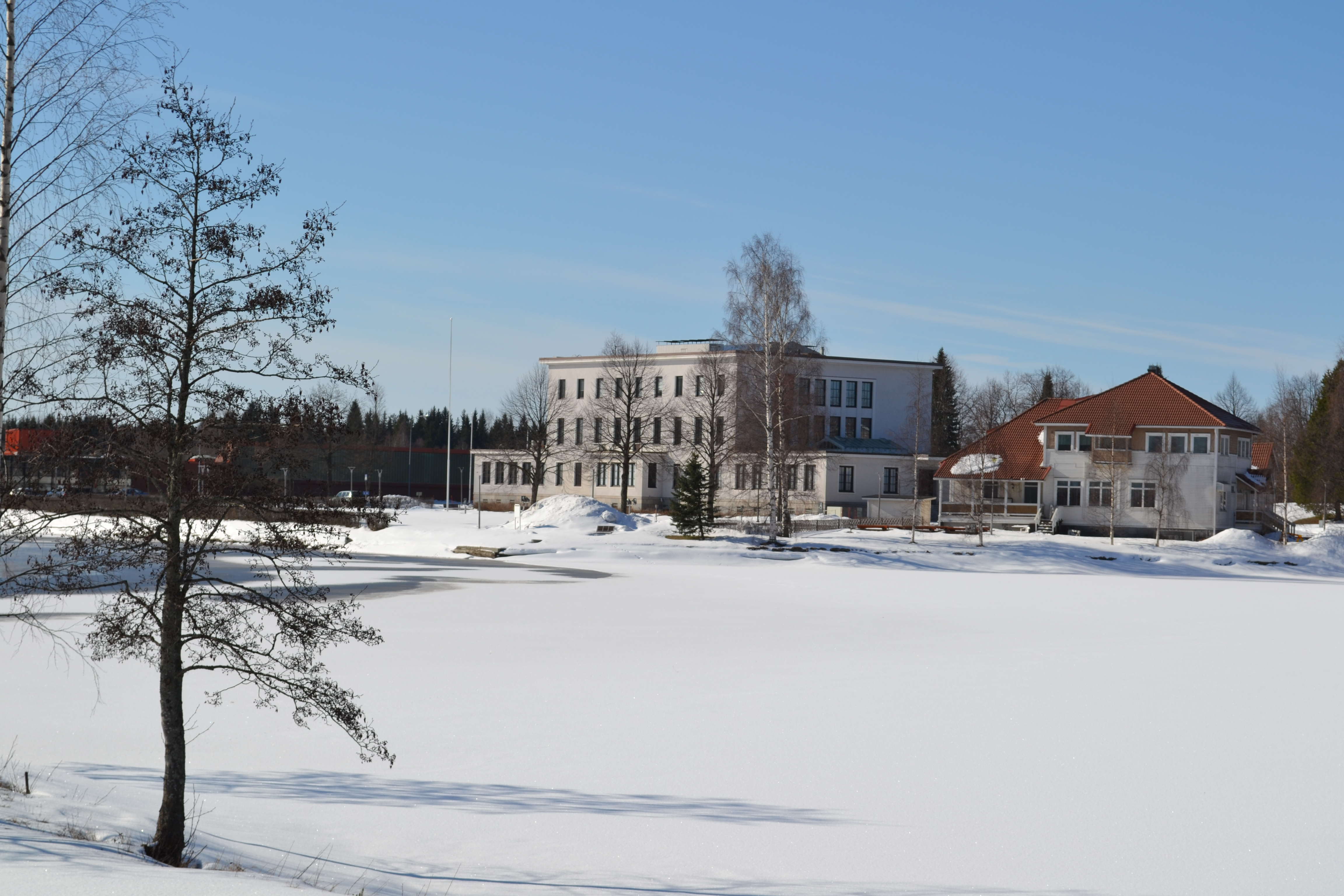
Konstmuseet Gustaf.

Gustaf är ett av Gösta Serlachius konststiftelses två museer i Mänttä i Finland. 
Gustaf ligger i Serlachius pappersfabriks tidigare huvudkontor i Mänttä. Det ritades av Valter och Bertel Jung och stod klart 1934. Gösta Serlachius konststiftelse köpte huset av Metsä-Serla år 2000 för att använda det som kulturhistoriskt museum, med inriktning på att berätta Mänttäs industriella historia.